# 黃埔村 (金門縣)
黃埔村是中華民國福建省金門縣烈嶼鄉的一個村，位於烈嶼東北部，西南與林湖村、西口村相鄰，轄黃厝、林邊、浦頭、庵下、庵頂、后頭六個聚落，2023年人口1826人。

## 歷史
明隆慶二年（1568年）隸屬同安縣祥鳳里二十都，清道光十六年（1836年）同安縣設馬巷廳，本村隸屬烈嶼保，民國四年（1915年）金門設縣後隸屬第五都烈嶼保，民國四十二年（1952年）設烈嶼鄉，將黃厝、林邊、浦頭、庵下與庵頂五個居民點劃設黃庵村，後頭聚落則設後頭村，民國五十四年（1965年）調整村里，將黃庵村與後頭村合為後庵村，民國六十八年（1979年）改名黃埔村。